# 増田英敏
増田 英敏（ますだ ひでとし、1956年 - ）は、日本の法学者。専修大学教授、公益財団法人租税資料館代表理事長。専門は租税法。学位は、博士（法学）。租税法学会理事・日本税法学会常務理事・租税法務学会理事長・TKC中央研修所顧問・弁護士。茨城県出身。

## 経歴
- 1956年-　茨城県生まれ[1]
- 1979年-　法政大学経営学部卒業
- 1983年-　法政大学大学院社会科学研究科修了
- 1988年-　拓殖大学商学部助手
- 1989年-　拓殖大学商学部専任講師
- 1992年-　拓殖大学商学部助教授
- 1993年-　ワシントン州立大学ロースクール客員研究員[1]
- 1996年-　博士（法学）（慶應義塾大学、学位論文「納税者の権利保護の法理」）
- 2000年-　拓殖大学商学部教授
- 2000年-　ハワイ州立大学ロースクール客員研究員[1]
- 2003年-　専修大学法学部教授
- 2008年-　公益財団法人租税資料館理事
- 2010年-　弁護士登録（茨城県弁護士会）
- 2011年-　株式会社電算社外監査役
- 2013年-　公益財団法人租税資料館評議員
- 2023年-　公益財団法人租税資料館代表理事（理事長）[1]

## 著書
- 『納税者の権利保護の法理』（成文堂、1997年）
- 『租税憲法学』（成文堂、2002年）
- 『租税行政と納税者の救済』（中央経済社、1997年）共編著
- 『租税実体法の解釈と適用・２』（中央経済社、2002年）共著
- 『リーガルマインド租税法』（成文堂、2008年）
- 『確認租税法用語250』（成文堂、2008年）共編著
- 『はじめての租税法』（成文堂、2011年）共編著
- 『基本原理から読み解く租税法入門』（成文堂、2014年）編著
- 『紛争予防税法学』（TKC出版、2015年）
- 『公法の理論と体系思考』（信山社、2017年）共編著
- 『租税法の解釈と適用』（中央経済社、2017年）編著
- 『租税憲法学の展開』（成文堂、2018年）編著

## 受賞学術賞
- 第1回租税資料館賞（「アメリカの租税行政組織の機構とその機能」他2論文に対して）1991年
- 第7回租税資料館賞（『納税者の権利保護の法理』に対して）1998年